# Biatlon op de Paralympische Winterspelen 1988
De IVe Paralympische Winterspelen werden in 1988 gehouden in Innsbruck, Oostenrijk. Dit was de laatste keer dat de Paralympische Winterspelen niet in hetzelfde land werden gehouden als de Olympische Winterspelen.
Dit was de eerste keer dat biatlon op het programma van de Paralympische Spelen stond, er deden dit jaar alleen mannen aan mee en er waren maar 3 klassen. De sport staat onder auspiciën van de Internationaal Paralympisch Comité (IPC). Biatlon is een sport voor sporters met een lichamelijke handicap aan verschillende ledematen.

## Mannen
7.5 km LW2
| Rank | Naam              | Land | Tijd    | Gemiste schoten |
| ---- | ----------------- | ---- | ------- | --------------- |
| 1    | Per-Erik Larsson  | SWE  | 26:35.3 | 1               |
| 2    | Christoph Andres  | SUI  | 28:02.0 | 1               |
| 3    | Pertti Sankilampi | FIN  | 30:52.9 | 4               |

7.5 km LW4
| Rank | Naam                 | Land | Tijd    | Gemiste schoten |
| ---- | -------------------- | ---- | ------- | --------------- |
| 1    | Svein Lilleberg      | NOR  | 26:28.3 | 2               |
| 2    | Kalervo Pieksaemaeki | FIN  | 29:39.5 | 4               |
| 3    | Svein Tore Fauskrud  | NOR  | 29:53.5 | 5               |

7.5 km LW6/8
| Rank | Naam           | Land | Tijd    | Gemiste schoten |
| ---- | -------------- | ---- | ------- | --------------- |
| 1    | Jouko Grip     | FIN  | 29:10.4 | 3               |
| 2    | Wolfgang Pickl | AUT  | 29:52.9 | 0               |
| 3    | Rune Karlsson  | SWE  | 31:26.2 | 3               |

## Deelnemende landen Biatlon 1988
- SWE
- SUI
- FIN
- AUT
- NOR
- FRG
- USA
- POL

Alpineskiën · Biatlon · Langlaufen · Priksleeën
1988 · 1992 · 1994 · 1998 · 2002 · 2006 · 2010 · 2014 · 2018